# 霍克獵手戰鬥機飛越倫敦塔橋事件
霍克獵手戰鬥機飛越倫敦塔橋事件是一宗發生於1968年4月5日的飛行事件。 當天英國皇家空軍少尉飛行員艾倫•普樂駕駛霍克獵手戰鬥機，在未獲授權下在英國首都倫敦的地標進行低空飛行表演，並駕機穿梭位於泰晤士河上的著名建築倫敦塔橋下方的橋洞，以紀念英國皇家空軍成立50周年，以及抗議國防部拒絕承認此節日。
在降落後，飛行員普樂被地面人員逮捕。後來他因健康理由被除役，並未因此受到軍法審判。